# 王清华 (1968年)
王清华（1968年6月—），男，汉族，河南陕县人，中华人民共和国政治人物。绰号为“球鞋书记”。

## 生平
1987年6月加入中国共产党，1987年8月参加工作。2014年3月，担任中共河南省三门峡市湖滨区委书记。2016年2月，出任中共河南省卢氏县委书记；次月，兼任卢氏县人大常委会主任，2019年4月，升任河南省三门峡市政协副主席，仍然兼任中共卢氏县委书记。在卢氏县任内在脱贫攻坚战中作出了一定的贡献，在2021年2月25日全国脱贫攻坚总结表彰大会上，王清华被授予“全国脱贫攻坚先进个人”荣誉称号。
2021年8月11日，中共卢氏县第十三次党代会第三次全体会议举行，王清华再次当选中共卢氏县委书记。同年9月28日，当选为中国共产党三门峡市第八届委员会常务委员。